# Ирвин, Лесли (убийца)
Лесли Ирвин (англ. Leslie Irvin; 2 апреля 1924 — 9 ноября 1983) — американский серийный убийца, в 1950-х годах терроризировавший своими преступлениями жителей юго-западной Индианы.

## Биография
Шесть убийств были совершены в районе Эвансвилл, Индиана, два в декабре 1954 года, и четыре в марте 1955.
Преступления, широко освещаемые по СМИ в Вандербург Каунти, вызвали большие возмущения во всем округе, где находится Эвансвилл и прилегающий округ Гибсон, в котором располагаются сельские графства примерно с 30 000 жителями. Подозреваемый был арестован 8 апреля 1955 года. Вскоре после этого прокурор полиции округа Вандербург и Эвансвилл выпустил пресс-релизы, заявив, что подозреваемый признался в шести убийствах. Дело Ирвина рассматривалось в Верховном суде, после чего его приговорили к смертной казни, но в дальнейшем наказание было заменено на пожизненный срок. Ирвин умер в тюрьме от рака легких.